# Jean-Christophe Yoccoz

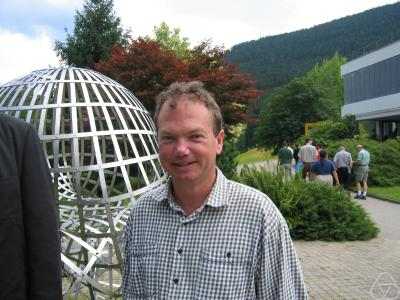
Jean-Christophe Yoccoz

Jean-Christophe Yoccoz (29 mei 1957 - 3 september 2016) was een Franse wiskundige. 
Hij ontving in 1994 een Fields-medaille voor zijn werk op het gebied van dynamische systemen.